# Maria Składanek
Maria Barbara Składanek z domu Żołna (ur. 19 kwietnia 1931 w Jedliczu, zm. 12 stycznia 2017 w Warszawie) – polska iranistka, profesor i pracownik naukowy Zakładu Iranistyki Wydziału Orientalistycznego Uniwersytetu Warszawskiego.

## Życiorys
W 1951 rozpoczęła studia na Uniwersytecie Warszawskim, zakończone uzyskaniem tytułu magistra turkologii w 1956. Od 1956 zatrudniona w Katedrze Turkologii Instytutu Orientalistycznego UW (od 1968 Zakład Turkologii, od 1971 Katedra Turkologii i Iranistyki). W roku akademickim 1963/1964 przebywała na stypendium na  Uniwersytecie Teherańskim. Doktorat tamże w 1966 (Struktura obrazu poetyckiego w gazalach Hafeza). Habilitacja w 1979. W 1989 profesor nauk humanistycznych. Od 1996 do 2000 kierowniczka Zakładu Iranistyki Instytutu Orientalistycznego UW. W 2014 przeszła na emeryturę.
Córka Antoniego i Ludwiki. Jej mężem był Bogdan Składanek. Pochowana na Cmentarzu Komunalnym Północnym w Warszawie.

## Wybrane publikacje
- Zoroaster i magowie, Warszawa: "Książka i Wiedza" 1963.
- (współautor: Bogdan Składanek), Wyprawy krzyżowe, Warszawa: "Książka i Wiedza" 1968.
- (współautor: Bogdan Składanek), Serce Azji, Warszawa: "Książka i Wiedza" 1976.
- Złoty okres perskiej poezji klasycznej, Warszawa: Wydawnictwa UW 1976.
- Mity królewskiej księgi: symbole i wzorce mityczne w "Szahname", Warszawa: Wydawnictwa UW 1981.
- Bohaterowie, bogowie i demony dawnego Iranu, Warszawa: "Iskry" 1984.
- Mitologia Iranu, Warszawa: Wydawnictwa Artystyczne i Filmowe 1989.
- Kultura perska, Wrocław: Zakład Narodowy imienia Ossolińskich 1995.
- Zrozumieć Iran: ze studiów nad literaturą perską, Warszawa: "Dialog" 1996.